# 滨河托雷斯
滨河托雷斯（西班牙語：Torres del Río）是西班牙纳瓦拉的一个市镇。总面积12平方公里，总人口172人（2001年），人口密度14人/平方公里。